# Tomulești, Argeș
Tomulești este un sat în comuna Poienarii de Argeș din județul Argeș, Muntenia, România.